# Truppenübungsplatz Heuberg
Truppenübungsplatz Heuberg este o arie protejată (arie specială de conservare — SAC, sit de importanță comunitară — SCI) din Germania întinsă pe o suprafață de 4.742,56 ha, integral pe uscat.

## Localizare
Centrul sitului Truppenübungsplatz Heuberg este situat la coordonatele 48°09′39″N 9°01′40″E / 48.1608°N 9.0278°E.

## Înființare
Situl Truppenübungsplatz Heuberg a fost declarat sit de importanță comunitară în ianuarie 2005 pentru a proteja . Situl a fost protejat și ca arie specială de conservare în ianuarie 2019.

## Biodiversitate
Situată în ecoregiunea continentală, aria protejată conține 11 habitate naturale: Formațiuni de Juniperus communis pe lande sau pajiști calcaroase, Pajiști carstice calcaroase sau bazofile, de Alysso-Sedion albi, Pajiști uscate seminaturale și facies de acoperire cu tufișuri pe substraturi calcaroase (Festuco-Brometalia) (* situri importante pentru orhidee), Formațiuni ierboase bogate în specii de Nardus, dezvoltate pe substraturi silicioase în zone montane (și în zone submontane, în Europa continentală), Fânețe de joasă altitudine (Alopecurus pratensis, Sanguisorba officinalis), Grohotișuri medio-europene calcaroase, de la nivel colinar și montan, Pante stâncoase calcaroase cu vegetație casmofită, Peșteri inaccesibile publicului, Păduri de fag Asperulo-Fagetum, Păduri de fag din Europa Centrală dezvoltate pe sol calcaros cu Cephalanthero-Fagion, Păduri pe pante, grohotișuri și ravene de Tilio-Acerion.
La baza desemnării sitului se află un număr nedeclarat de specii protejate: